# Merthyr Tydfil
Merthyr Tydfil (walisisk: Merthyr Tudful) er hovedbyen i Merthyr Tydfil County Borough, Wales, og den bliver administreret af Merthyr Tydfil County Borough Council. Byen ligger omkring 37 kmnord for Cardiff.
Byen havde 43.820 indbyggere i 2011, hvilket gør den til en af Wales' største byer.
Den bliver ofte blot omtalt som Merthyr og siges at være opkaldt efter Tydfil, datter af kong Brychan af Brycheiniog, der ifælge legenden blev dræbt ved Merthyr af hedning omkring år 400. Merthyr betyder "martyr" på moderne alisisk, men her er det tættere på det latinske martyrium: der et et sted til tilbdelse bygget over en martyrs relikvier. Lignende stednavn i south Wales er Merthyr Cynog, Merthyr Dyfan og Merthyr Mawr.
I 1831 gjorde arbejderklassen oprør mod jernværkerne.
Herregården Cyfarthfa Castle ligger i byen, hvor der hvert år afholdes forskellige kulturarrangementer her. Uden for byen ligger Morlais Castle.